# جنوب غرب پیرکانما
جنوب غرب پیرکانما یک زیرمجموعه از منطقه پیرکانما است که از سال ۲۰۰۹ یکی از مناطق فرعی فنلاند بوده‌است.

## شهرداری‌ها
| نشان ملی              | شهرداری               |
| --------------------- | --------------------- |
| Punkalaitumen vaakuna | پونکالایدون (شهرداری) |
| Sastamalan vaakuna    | ساستامالا (شهر)       |